# Dániel Berzsenyi

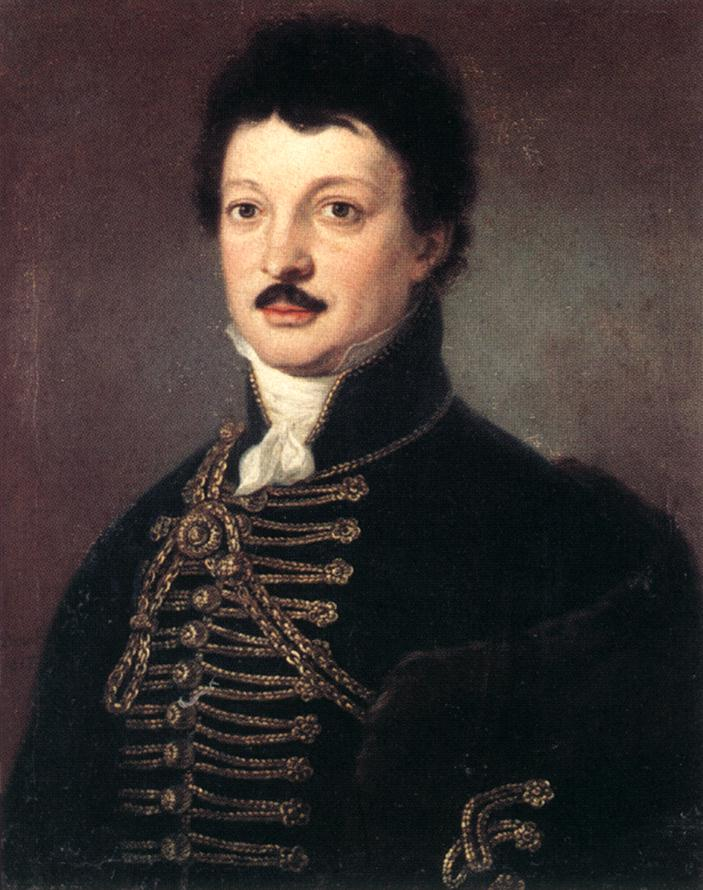
Dániel Berzsenyi, målad av János Donát.

Dániel Berzsenyi, född 1776, död 1836, var en ungersk diktare och ansedd som en förgrundsfigur i den ungerska klassicismen.
Berzsenyi var från 1830 medlem av den ungerska vetenskapsakademien. Hans första dikter utkom 1813 under titeln Versei. Efter sin stora förebild Horatius skrev han oden, präglade av glödande patriotism och häftiga känslor, vilka ses som inledningen till den ungerska nationalromantiken. Hans betydelse för den ungerska diktningen har blivit alltmer erkänd under senare år. Flera av hans dikter är översatta till svenska.